# Großsteingräber bei Damerow (Neu Poserin)
Die Großsteingräber bei Damerow (eigentlich Großsteingräber bei Neu Damerow, in der Literatur aber stets unter Damerow geführt) waren mindestens zwei, vielleicht aber auch mehr megalithische Grabanlagen der jungsteinzeitlichen Trichterbecherkultur bei Neu Damerow, einem Ortsteil von Neu Poserin im Landkreis Ludwigslust-Parchim (Mecklenburg-Vorpommern). Die Gräber wurden größtenteils im 19. Jahrhundert zerstört. Eine Anlage war in den 1890er Jahren noch in Resten erhalten, wurde aber später ebenfalls abgetragen.

## Lage
Die genaue Lage der Gräber ist nicht überliefert und wird lediglich mit „gegenüber (von Karow) auf der Feldmark Damerow“ angegeben. Eines (Grab 2) lag am Weg zwischen Damerow und Karow, Grab 1 lag 80 Schritt (etwa 60 m) von diesem entfernt. In der Nähe lagen die Großsteingräber bei Karow.

## Beschreibung

### Grab 1
Nur zwei Gräber wurden von Johann Ritter näher beschrieben. Grab 1 wurde von ihm als „Steinkiste“ mit einer Länge von 9 Fuß (etwa 2,7 m) und einer Breite von 7 Fuß (etwa 2,1 m) bezeichnet. Aufgrund dieser Maße ordnete Ewald Schuldt die Anlage als erweiterten Dolmen und nicht als Steinkiste ein.

### Grab 2
Grab 2 besaß ein Hünenbett mit einer Länge von 40 Schritt (etwa 30 m) und einer Breite von 12 Fuß (etwa 3,6 m). Ob es sich um ein kammerloses Hünenbett gehandelt hat oder ob die Grabkammer lediglich unerkannt im Erdreich steckte, lässt sich nicht mehr bestimmen.